# Brumăriță de stâncă
Brumărița de stâncă (Prunella collaris) este o pasăre mică din ordinul paseriformelor, familia Prunellidae, care se găsește în regiunile muntoase din sudul și centrul Europei, nord-vestul Africii și Asia spre est până în Japonia și Taiwan.  Se hrănește cu insecte și semințe.

## Taxonomie
Brumărița de stâncă a fost descrisă de naturalistul austriac Giovanni Antonio Scopoli în 1769. El a inventat numele binomial Sturnus collaris și a specificat localitatea tip ca fiind regiunea Carintia din sudul Austriei. Epitetul specific vine din latinescul collaris „al gâtului”.  Această specie este acum plasată în genul Prunella care a fost introdus de ornitologul francez Louis Vieillot în 1816. Brumărița de stâncă împreună cu brumărița himalaiană sunt uneori separate de celelalte brumărițe, în genul Laiscopus.

### Subspecii
Sunt recunoscute nouă subspecii:
- P. c. collaris (Scopoli, 1769) – sud-vestul Europei până în Slovenia și Carpați, nord-vestul Africii
- P. c. subalpina (Brehm, 1831) – Croația până în Bulgaria și Grecia, Creta și sud-vestul Turciei
- P. c. montana (Hablizl, 1783) – nordul și estul Turciei până în Caucaz și Iran
- P. c. rufilata (Severtzov, 1879) – nord-estul Afganistanului și nordul Pakistanului prin munții Asiei Centrale până în vestul Chinei
- P. c. whymperi (Baker, 1915) – vestul Himalaya
- P. c. nipalensis (Blyth, 1843) – Himalaya centrală și de est până la centrul de sud al Chinei și nordul Myanmarului
- P. c. tibetana (Bianchi, 1905) – estul Tibetului
- P. c. erythropygia (Swinhoe, 1870) – estul Kazahstanului și sudul Siberiei până la nord-estul Siberiei, Japonia, Coreea și nord-estul Chinei
- P. c. fennelli (Deignan, 1964) – Taiwan

## Descriere

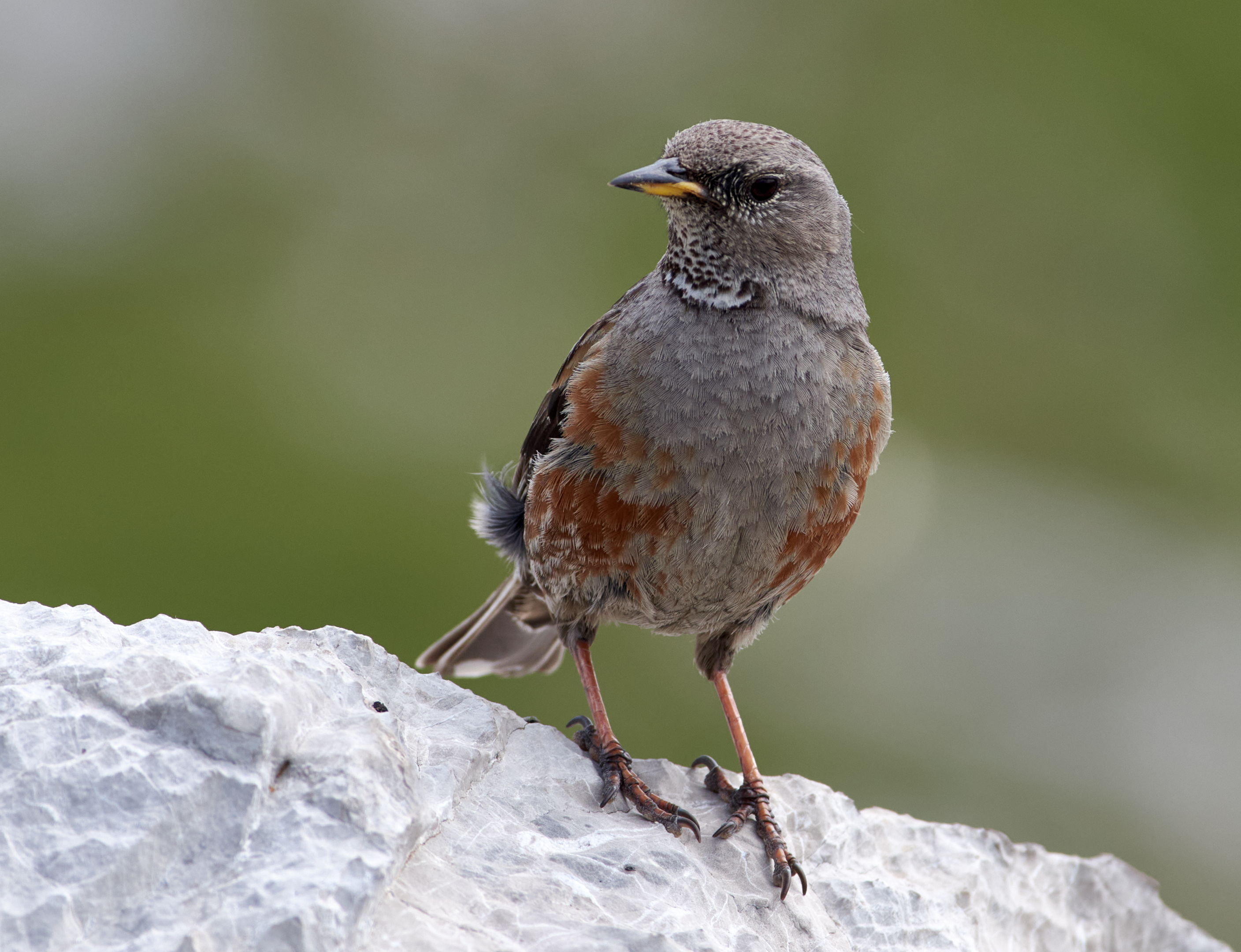
Prunella collaris

Brumărița de stâncă este o pasăre mare, cu o lungime de 15–17,5 cm și o greutate de 25–35 de grame. Are capul și pieptul gri. Partea inferioară este cu dungi maro-roșiatice, iar partea superioară este neagră, gri și maro cu dungi. Supraalarele mari au pată întunecată pe aripă. Pe centrul gâtului se pot observa mici pete albe. Ciocul ascuțit este negru și are la bază o pată galben-pal. 

## Reproducere
Își construiește un cuib îngrijit într-un tufiș sau într-o crăpătură de stâncă, depunând 3-5 ouă nepătate de un albastru senin. Amprentarea ADN a fost folosită pentru a arăta că, în cadrul cuibului, există adesea o paternitate mixtă, deși femela este întotdeauna adevărata mamă a puiilor crescuți în cuibul ei. Masculii vor oferi hrană puilor de la mai multe cuiburi din cadrul grupului, în funcție dacă s-a împerecheat cu femela sau nu. Masculii oferă îngrijire doar atunci când este probabil să fie adevăratul tată ai puilor.
Ouăle sunt incubate de ambii părinți timp de aproximativ 15 zile.

## Galerie

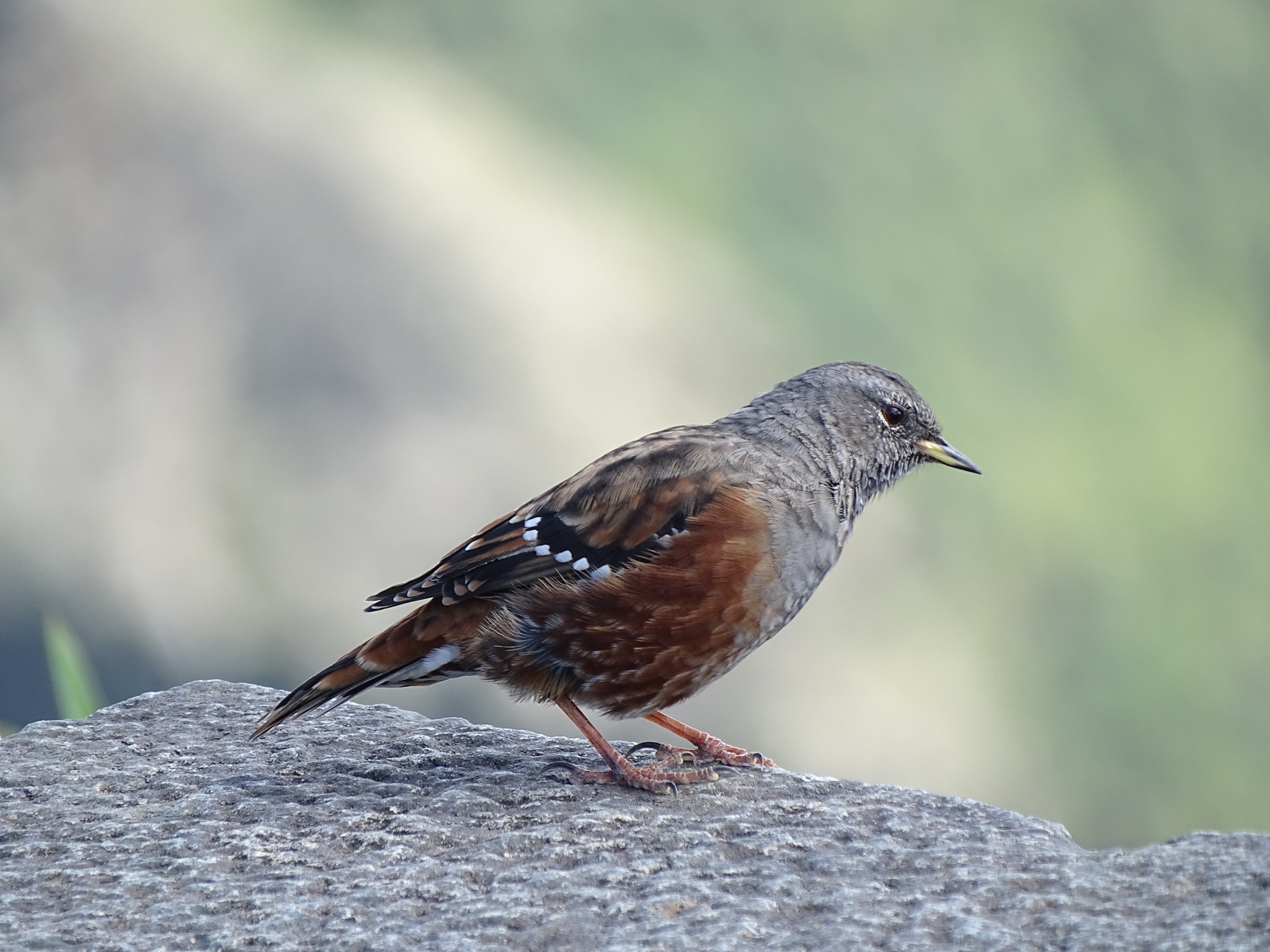
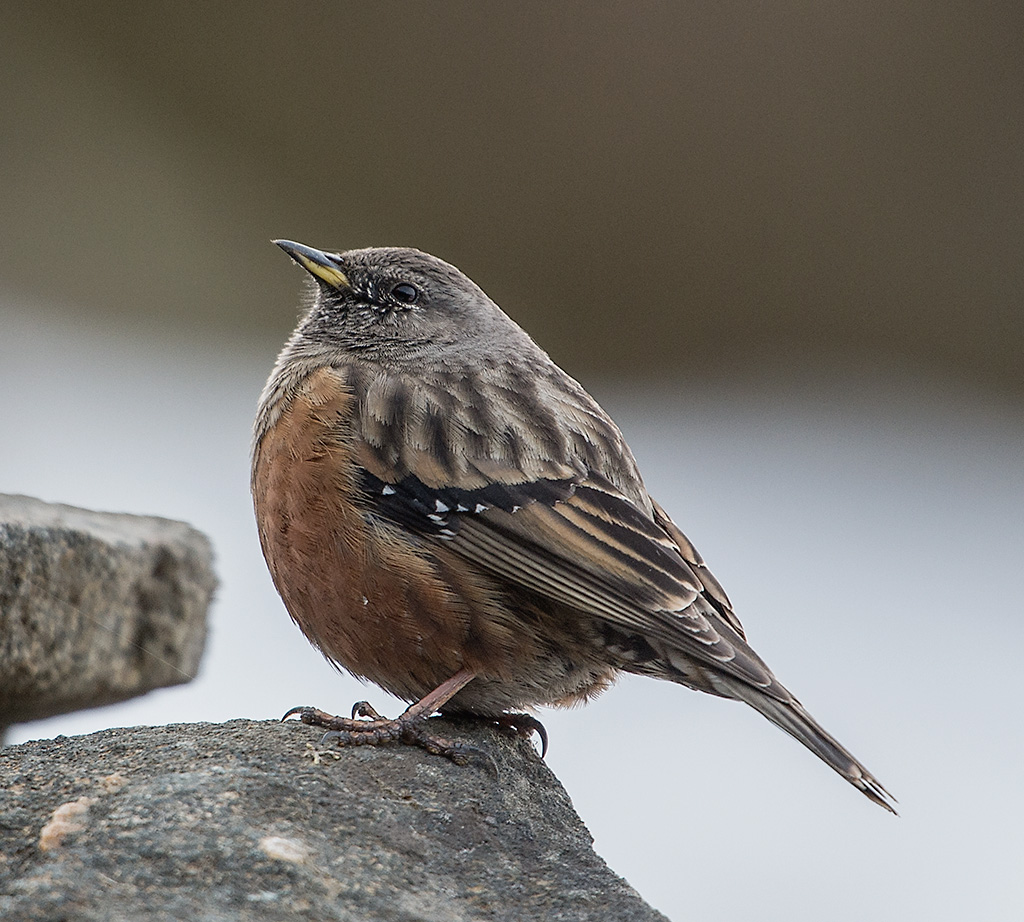
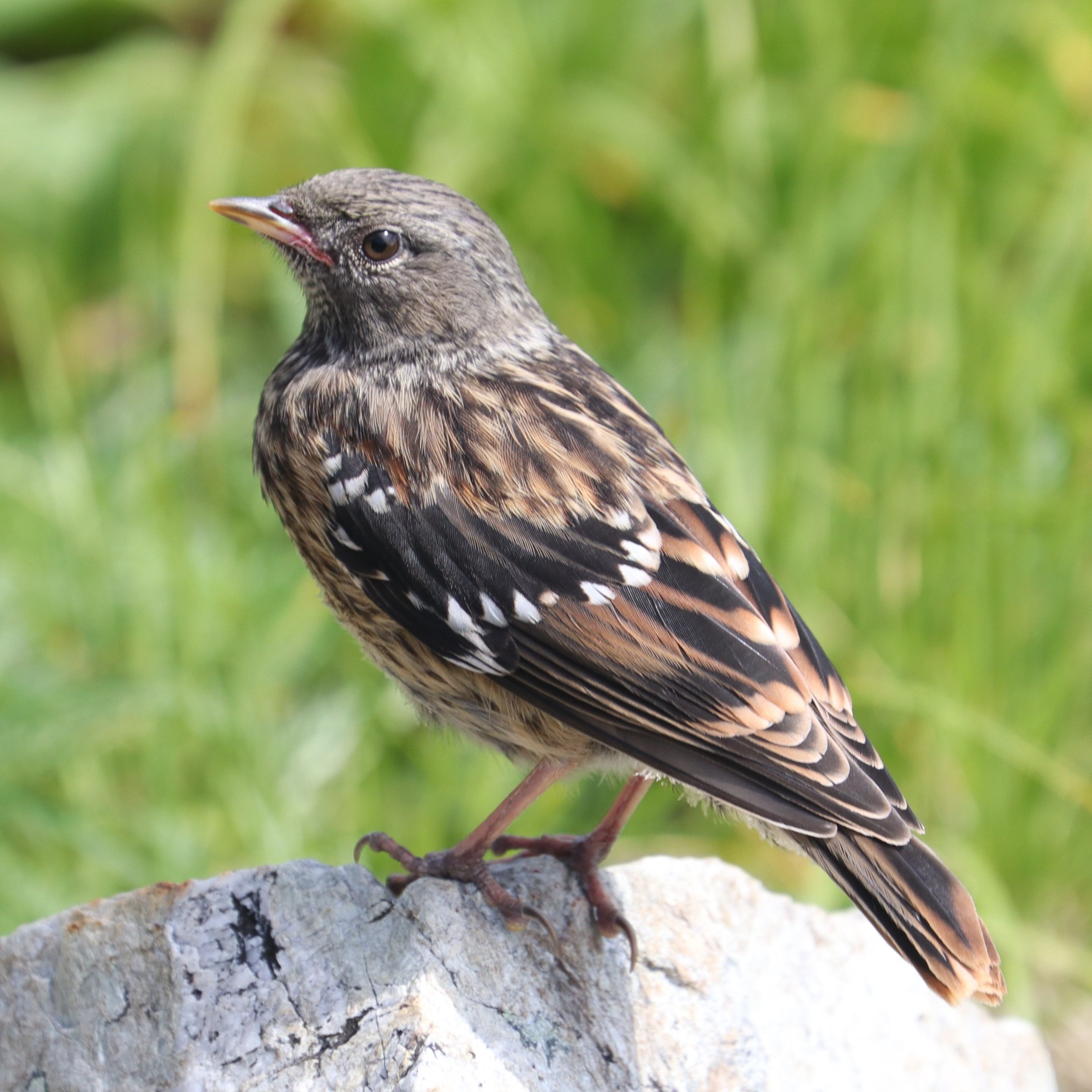
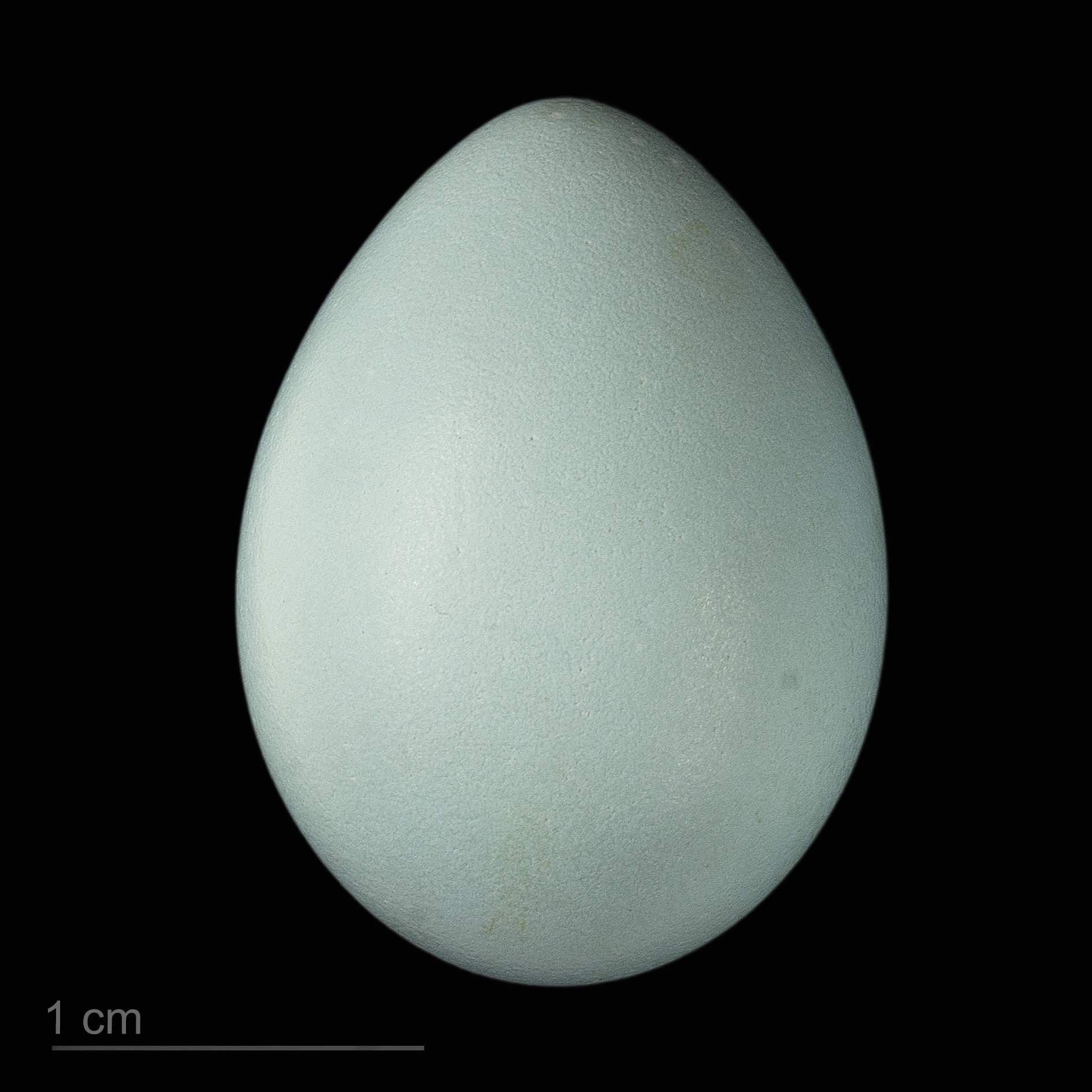